# Jesus (film 1979)
Jesus è un film del 1979 diretto da John Krish e Peter Sykes, che racconta la vita di Gesù Cristo.

## Trama
Il film racconta la storia di Gesù secondo il Vangelo di Luca.

## Produzione
Nel 1976 il produttore John Heyman pensò di finanziare un progetto cinematografico che portasse l'intera Bibbia in un film. Il progetto alla fine venne ridimensionato con la sola trasposizione del Vangelo di Luca. Il film sarebbe stato finanziato principalmente da Nelson Bunker e Caroline Hunt, sostenitori del Campus Crusade for Christ, per un importo di 6 milioni di dollari.
Le riprese hanno avuto luogo nel corso di diversi mesi in tutto il Medio Oriente.
Jesus è stato prodotto da John Heyman. L'ex direttore del Jesus Film Project Paul Eshleman, che era sul posto per gran parte della riprese, ha rivelato nel commento audio del DVD che Deacon, era così impegnato alla lavorazione del film ed al suo messaggio da leggere diverse traduzioni della Bibbia ogni giorno, al fine di rappresentare al meglio sullo schermo gli insegnamenti di Cristo. Poiché Deacon si ammalò di polmonite durante le riprese furono necessarie alcune controfigure per alcune scene.
Invece di creare una storia parallela a quella del film come è avvenuto con altri film biblici come I dieci comandamenti o La più grande storia mai raccontata, i realizzatori hanno scelto di aderire il più possibile al Vangelo di Luca.
Il produttore John Heyman non rimase soddisfatto delle voci dei membri israeliani del cast e decise che venissero tutti doppiati.

## Distribuzione
Jesus venne distribuito negli Stati Uniti dalla Warner Bros. Non fu un successo finanziario, visto che riportò una perdita di circa 2 milioni di dollari. Pur lodando la sua "attenzione meticolosa per l'autenticità", i critici stroncarono Jesus per la sua "dolorosa monotonia" e per essere "poco più di un vangelo illustrato, con nulla in termini di contesto storico e sociale." Il Los Angeles Times lo definì un "sordo trattamento scolastico domenicale sulla vita di Cristo, meticoloso ma con poca fantasia circa Luca 3-24."

## Versioni del film

### Versioni in lingua straniera
Nel 1981, Bill Bright creatò l'organizzazione Jesus Film Project con l'obiettivo di tradurre Jesus in altre lingue e poi distribuirlo in tutto il mondo.
La prima traduzione è stata fatta in lingua tagalog per le Filippine.  L'organizzazione ha lavorato con migliaia di missionari in tutto il mondo per mostrare il film.
La versione in cinese standard è stata ampiamente diffusa in Cina dalla Fondazione Amity del Concilio Cristiano della Cina, collegata al governo, a Nanjing, sia in VCD che in DVD.

### Versione integrale
Secondo quanto dichiarato dall'attore Brian Deacon la durata iniziale del film era di quattro ore ma nei cinema uscì la versione ridotta di quasi due ore.

### Altre versioni
Nel 2001 venne girata una nuova sequenza di apertura raffigurante la creazione dell'uomo, la cacciata dall'Eden, il sacrificio di Isacco e le profezie di Isaia.
Nel 2002 venne distribuita in VHS un'edizione speciale di Jesus per commemorare le vittime degli attentati dell'11 settembre. Essa contiene un'introduzione da parte dei vigili del fuoco e dei poliziotti di New York ed ha una durata di 83 minuti.

## Statistiche
Secondo il The New York Times, Jesus è molto probabilmente il film più visto di tutti i tempi.
I responsabili del progetto sostengono che è stato visto oltre 5 miliardi di volte da oltre 3 miliardi di persone. Questa affermazione è stata accolta con scetticismo da altri leader evangelici. Vinay Samuel, direttore esecutivo della International Fellowship of Evangelical Mission Theologians ha detto: "Questi numeri sono stati, per usare un eufemismo, non raccolti in modo scientifico."